# MacKenzie Scott
MacKenzie Scott (n. Tuttle, în trecut Bezos; n. 7 aprilie 1970, California, SUA) este o romancieră și miliardară americană.

## Biografie
A fost căsătorită cu Amazon Jeff Bezos din 1993,pana in 2019.În 2014, ea a fondat organizația anti-bullying Bystander Revolution, unde ocupă funcția de director executiv.În 1993, MacKenzie Tuttle s-a căsătorit cu Jeff Bezos, care ulterior a devenit fondatorul și CEO-ul Amazon, ceea ce i-a făcut cel mai bogat cuplu din lume. Și-au anunțat intenția de a divorț în ianuarie 2019 .În aprilie 2019, ea a anunțat pe Twitter că a ajuns la o tranzacție de divorț de 35 de miliarde de dolari, ceea ce a devenit a treia cea mai bogată femeie din lume. În mai 2019, MacKenzie Bezos a semnat inițiativa Giving Pledge pentru a dona cel puțin jumătate din averea ei din cauze caritabile.